# Prígorodni (Kursk)
|  | Per a altres significats, vegeu «Prígorodni». |

Prígorodni (en rus: Пригородный) és un poble (un possiólok) de l'óblast de Kursk, a Rússia, que en el cens del 2010 tenia 1.018 habitants. Pertany al districte rural d'Oboian.